# 羟甲芬太尼
羟甲芬太尼（也称为β-羟基-3-甲基芬太尼，缩写OMF，研发代号：RTI-4614-4）是一种含氮有机化合物，化学式C23H20N2O2，属于芬太尼衍生物，能作为類阿片镇痛药。